# بركة الحسناء
البركة الحسناءأو بركة المتوكل أو البركة الجعفرية: شيدها الخليفة العباسي أبو الفضل جعفر المتوكل على الله وكانت من أعظم وأشهر البرك، وتقع في سامراء، بالقرب من قصر الحير الذي شيده المتوكل أيضا، وكان عليها دكتان، وتزود بالماء من نهر نيزك الذي أمر المتوكل بحفره هو الآخر. وكان الخليفة المتوكل قد شيد القصر قريباً من الدكتين المنشأتين على البركة الجعفرية والتي تعرف بالبركة الحسناء لقضاء بعض الوقت فيها وفي الحير الذي كان موضعاً لتنزهات الخليفة ولأنسه، وكان الحير متصلاً بقصر الخليفة الذي يسمى بقصر الدكة واحياناً بقصر الحير.
وقد وصف الشاعر العباسي البحتري البركة الحسناء والدكتين التي عليها ونهر نيزك الذي يزودها بالماء فقال:
وكذلك وصف الدكتين والقصر فقال: